# ورخنیه کاریاودی
ورخنیه کاریاودی (انگلیسی: Verkhniye Karyavdy) یک شهرک در شهرستان چکماگوشفسکی باشقیرستان کشور روسیه است.